# Романов Володимир Федорович
Володимир Федорович Романов (8 березня 1913, Київ — 3 лютого 1985) — радянський військовий льотчик, учасник німецько-радянської війни, Герой Радянського Союзу (1944).

## Біографія
Народився 8 березня 1913 року в Києві в родині робітника. Українець. Закінчив семирічну школу. Працював в Ростові-на-Дону і в Києві на заводі «Транссигнал».
У 1935 році призваний до лав Червоної Армії. Член ВКП(б) з 1941 року. У боях німецько-радянської війни з червня 1941 року. Воював на Центральному, Західному та інших фронтах. На різних фронтах під Москвою, Ленінградом, Сталінградом, в боях за Київ штурман 18-го гвардійського авіаційного полку 2-ї гвардійської авіаційної дивізії 2-го гвардійського авіаційного корпусу авіації далекої дії, гвардії капітан В. Ф. Романов багато разів успішно літав, завдавав бомбових ударів по аеродромах противника, військово-промисловим об'єктам, великим залізничним вузлам і морським портам Балтійського і Чорного морів, літав і в глибокий тил ворога. За період війни зробив 272 бойових вильоти. З них 256 бойових вильотів вночі в складних метеорологічних умовах, в тому числі 8 бойових вильотів у глибокий тил ворога.
Указом Президії Верховної Ради СРСР від 19 серпня 1944 року за 272 успішних бойових вильоти з проявом мужності і героїзму гвардії капітану Володимиру Федоровичу Романову присвоєно звання Героя Радянського Союзу з врученням ордена Леніна і медалі «Золота Зірка» (№ 4067).

Могила Володимира Романова

Після закінчення війни продовжував служити в авіації далекої дії штурманом полку. У 1959 році гвардії підполковник В. Ф. Романов звільнився в запас. Працював інженером на механічному заводі. Жив у Києві. Помер 3 лютого 1985 року. Похований в Києві на Міському кладовищі «Берківцях» (ділянка № 93).

## Нагороди
Нагороджений орденом Леніна, орденом Вітчизняної війни 1-го ступеня, чотирма орденами Червоного Прапора, орденом Червоної Зірки, медалями.